# Idioptera linnei
Idioptera linnei är en tvåvingeart som beskrevs av Oosterbroek 1992. Idioptera linnei ingår i släktet Idioptera och familjen småharkrankar. Arten är reproducerande i Sverige. Inga underarter finns listade i Catalogue of Life.